# Untergang der Meikle Ferry

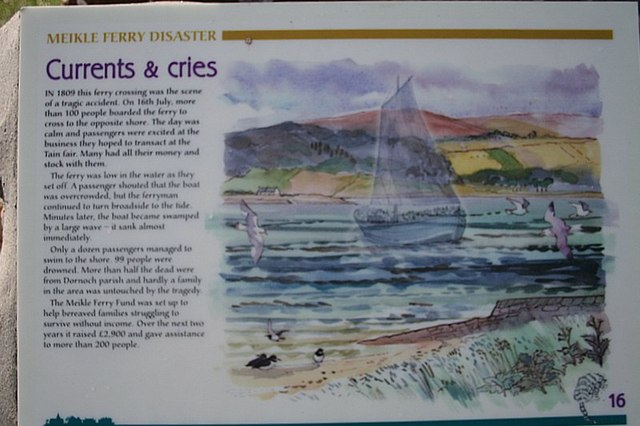
Gedenktafel am nördlichen Anleger

Beim Untergang der Meikle Ferry im Norden Schottlands im Jahre 1809 kamen 99 Menschen ums Leben. Die Meikle Ferry war eine Fährverbindung über den Dornoch Firth, sie diente bis zu ihrer Einstellung 1957 Reisenden entlang der Ostküste der Highlands.
Am 16. August 1809 kam es zu einem schweren Schiffsunglück auf dieser Verbindung. An diesem Tage wartete am nördlichen Anleger eine große Anzahl von Passagieren auf ihrem Weg nach Süden in die Kleinstadt Tain. Da dort eine landwirtschaftliche Messe stattfand, führten sie auch Tiere und selbst erzeugte Waren mit, die sie dort verkaufen wollten. Der Fährmann ließ sich überreden, mehr Passagiere und Fracht aufzunehmen als das Schiff sicher fassen konnte, und als es die Anlegestelle verließ, lag seine Reling nur knapp oberhalb der Wasseroberfläche. Die See war zwar ruhig, aber dann wurde das Fahrzeug seitlich von der Gezeitenströmung erfasst. Wasser floss in das Schiff, das dadurch zum Kentern gebracht wurde und umgehend unterging. Insgesamt 99 Menschen, darunter auch der Fährmann, kamen dabei ums Leben, nur wenige der Passagiere konnten sich retten. Von den Ertrunkenen stammte mehr als die Hälfte aus dem Parish von Dornoch. Als ursächlich für die hohe Zahl an Todesopfern galt auch, dass viele der Passagiere nicht schwimmen konnten. Der in der Folge aufgelegte Hilfsfonds erbrachte binnen zwei Jahren die für die damalige Zeit erstaunliche Summe von gut 2900 Pfund. Etwa die Hälfte davon stammte aus Spenden von britischen Soldaten und Auswanderern aus Übersee. An der Stelle, an der das Fährschiff abgelegt hatte, erinnert heute eine Gedenktafel an das Ereignis. Für den ertrunkenen Sheriff der Grafschaft Sutherland, Hugh McCullogh, wurde 1914 in Dornoch ein Gedenkstein errichtet.